# Prescott
|  | Se Edward C. Prescott for opslag om den amerikanske økonom og Nobelpristager |
Prescott er en by i delstaten Arizona, USA og hovedsæde for Yavapai County.
Skabelon:Coord title dms
Prescott blev grundlagt som resultat af den amerikanske borgerkrig.
I 1863 fandt selskabet Walker guld i Arizonas centrale højland, præsident Abraham Lincoln udpegede Arizona som amerikansk territorium samme år og soldaterne grundlagde Fort Whipple.
Præsidenten pålagde Guvernør John Goodwin at danne regering, og da Goodwin var på vej til Arizona, hørte han, at hovedkernen af Konføderationens sympatisører var i Tucson, som var forudset til at være hovedstad. Han tog i stedet for med sit følge til Fort Whipple og i 1864 grundlagde Guvernør John Goodwin Arizonas hovedstad i Prescott af en ren politisk grund, som blev godkendt af præsidenten.
Byen blev handels- og kulturcenter i den nordlige centrale del af Arizona, hvor kvægavl og minedrift blomstrede. Tre år efter, i 1867, mistede Prescott hovedstadsbetegnelsen til Tucson, genvandt igen hovedstadsbetegnelsen i 1877 og mistede den permanent til Phoenix i 1889.